# Jan van Amstel (zeeheld)
Jan van Amstel (gedoopt Gemert, 12 december 1618 – Schijndel, 29 september 1669) was een Nederlands marineofficier.
Over Van Amstels jeugd in Brabant is weinig bekend. Op zijn achttiende ging hij naar Amsterdam, waar hij introk bij de familie Bicker. Met dit burgemeestersgeslacht had hij via zijn grootmoeder familiebanden. Door bemiddeling van Bicker werd hij marineofficier in dienst van de Admiraliteit van Amsterdam. In 1653 viel hem als luitenant te water de eer ten deel de degen van commandeur Jan van Galen te dragen tijdens diens begrafenis. Na afloop van de Eerste Engelse Oorlog in 1654 wordt hij vanwege zijn verdiensten bevorderd tot commandeur. In juni 1658 voerde hij als luitenant-kapitein het bevel over de Hilversum, een van de 24 schepen die onder commando van Michiel de Ruyter naar Portugal voeren. De Republiek was in oorlog met dat land. Jan van Amstel verving op deze reis Abraham van der Hulst.
In 1659 vertrekt Van Amstel als commandant van het schip De Provinciën naar Zweden waar hij onder bevel van Michiel de Ruyter in de Zweeds-Nederlandse Oorlog streed tegen de Zweden. Die brachten onder Karel X Gustaaf van Zweden door hun expansiedrift de Hollandse handel op de Oostzee in gevaar. Op deze tocht werd de sterke vestingstad Nyborg ingenomen. De Provinciën raakte ingevroren in de haven van Kopenhagen en pas in het voorjaar van 1660 keerde Van Amstel terug in Holland. In 1661 trouwde hij te Alkmaar met Cornelia Schaegen, met wie hij in Amsterdam ging wonen. Hierna begeleidde Van Amstel regelmatig koopvaardijschepen in het Middellandse Zeegebied om ze bescherming te bieden tegen Barbarijse zeerovers.
Tijdens de Tweede Engelse Oorlog (1665 - 1667) was Van Amstel commandant van het schip De Vrijheid waarmee hij deelnam hij aan de Slag bij Lowestoft. Tijdens de Vierdaagse Zeeslag werd het schip zwaar beschadigd, het wist evenwel Texel te bereiken. Met het schip Tijdverdrijf nam hij deel aan de Tocht naar Chatham.
In 1667 kocht Van Amstel, inmiddels getrouwd met zijn tweede vrouw Anna Bocxhoorn, een huis in Schijndel, hij kon er evenwel nog niet gaan wonen want in 1668 deed de Amsterdamse Admiraliteit nogmaals een beroep op hem. Met de Tijdverdrijf voer hij weer naar de Middellandse Zee om de koopvaardijschepen van de Republiek te beschermen tegen zeerovers. Tijdens deze tocht raakte Van Amstel zwaargewond. In 1669 kreeg hij eervol ontslag en vertrok hij naar zijn geboortestreek. Al op 29 september overleed hij daar, mogelijk als gevolg van zijn verwondingen. Zijn grafzerk bevindt zich tegenwoordig in de Sint Servatiuskerk, die uit 1839 dateert.
Jan van Amstel is een nazaat van Gijsbrecht IV van Amstel.